# 茨城県道・千葉県道2号水戸鉾田佐原線

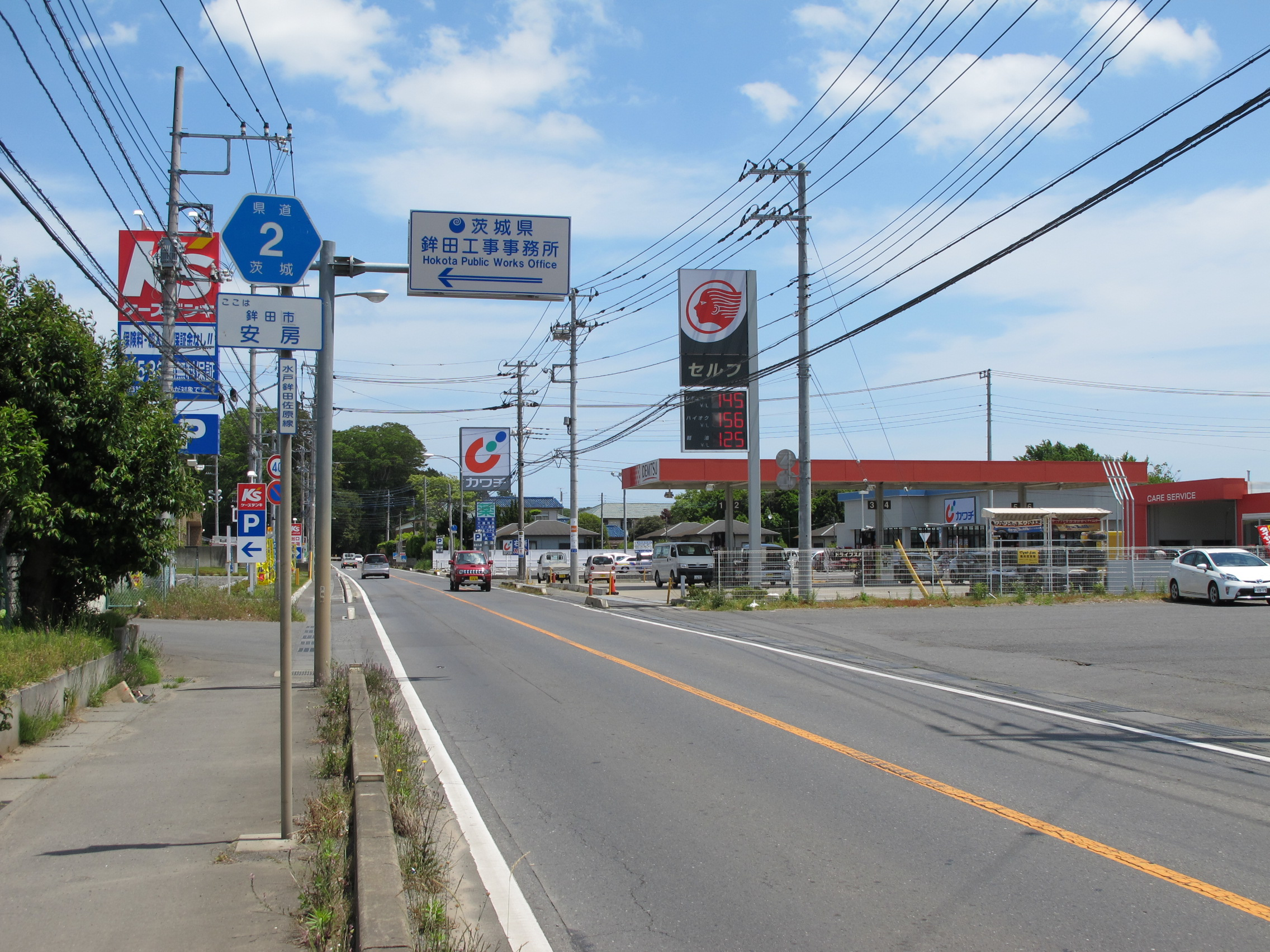
茨城県道2号水戸鉾田佐原線
鉾田市安房（2013年5月）

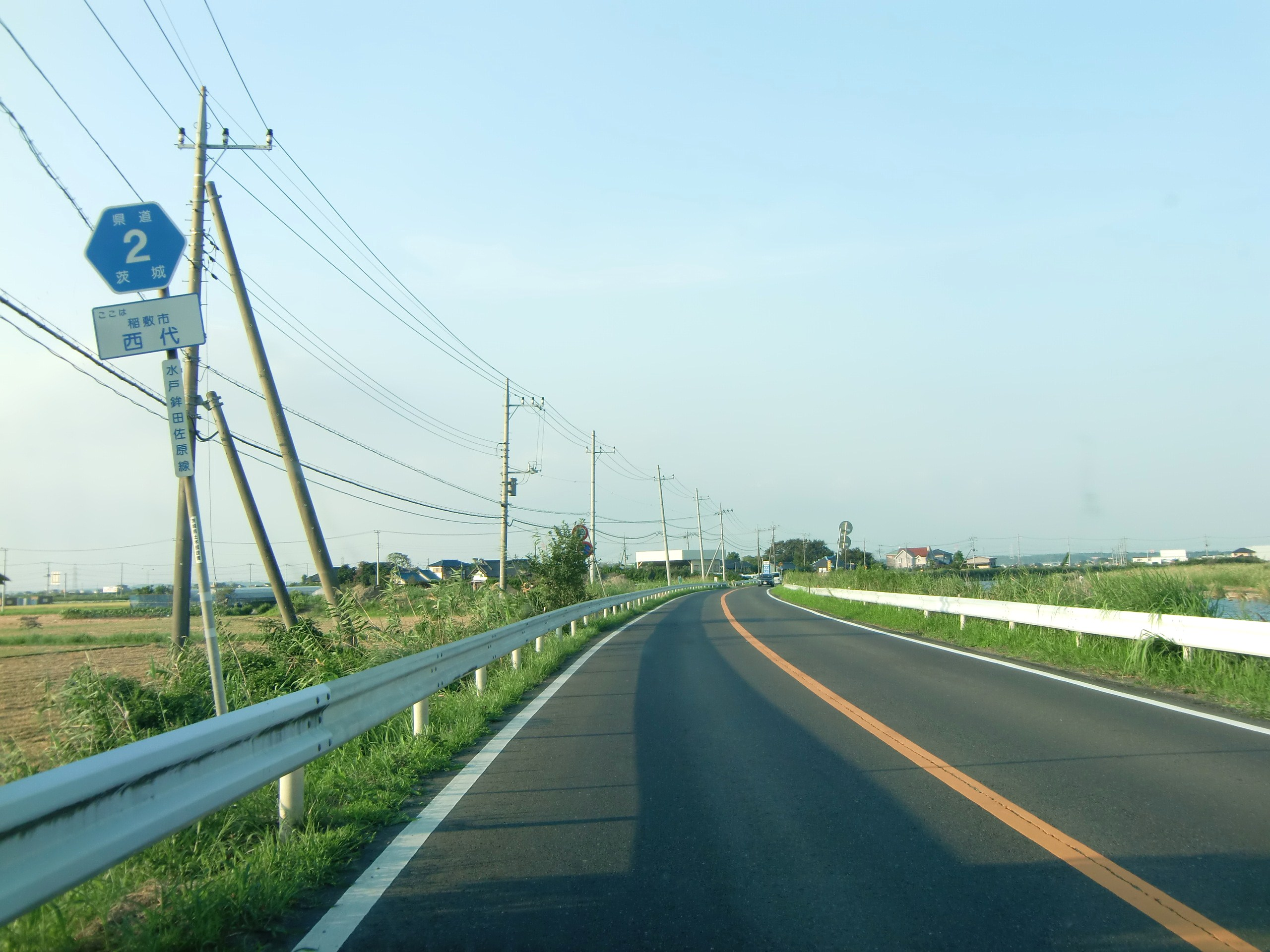
茨城県区間：稲敷市西代（2011年9月）

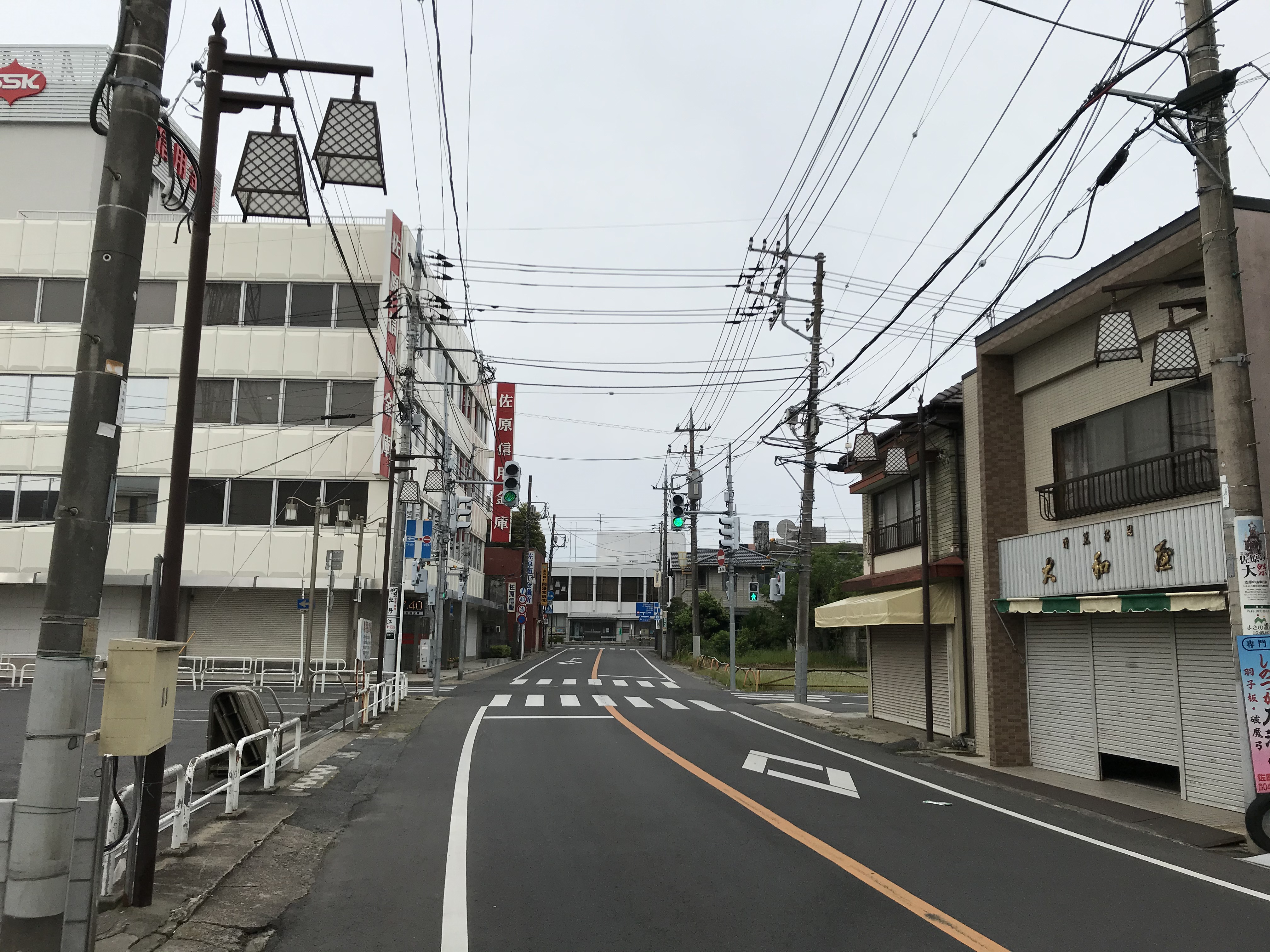
香取市佐原イ・終点（北側から、2020年6月）

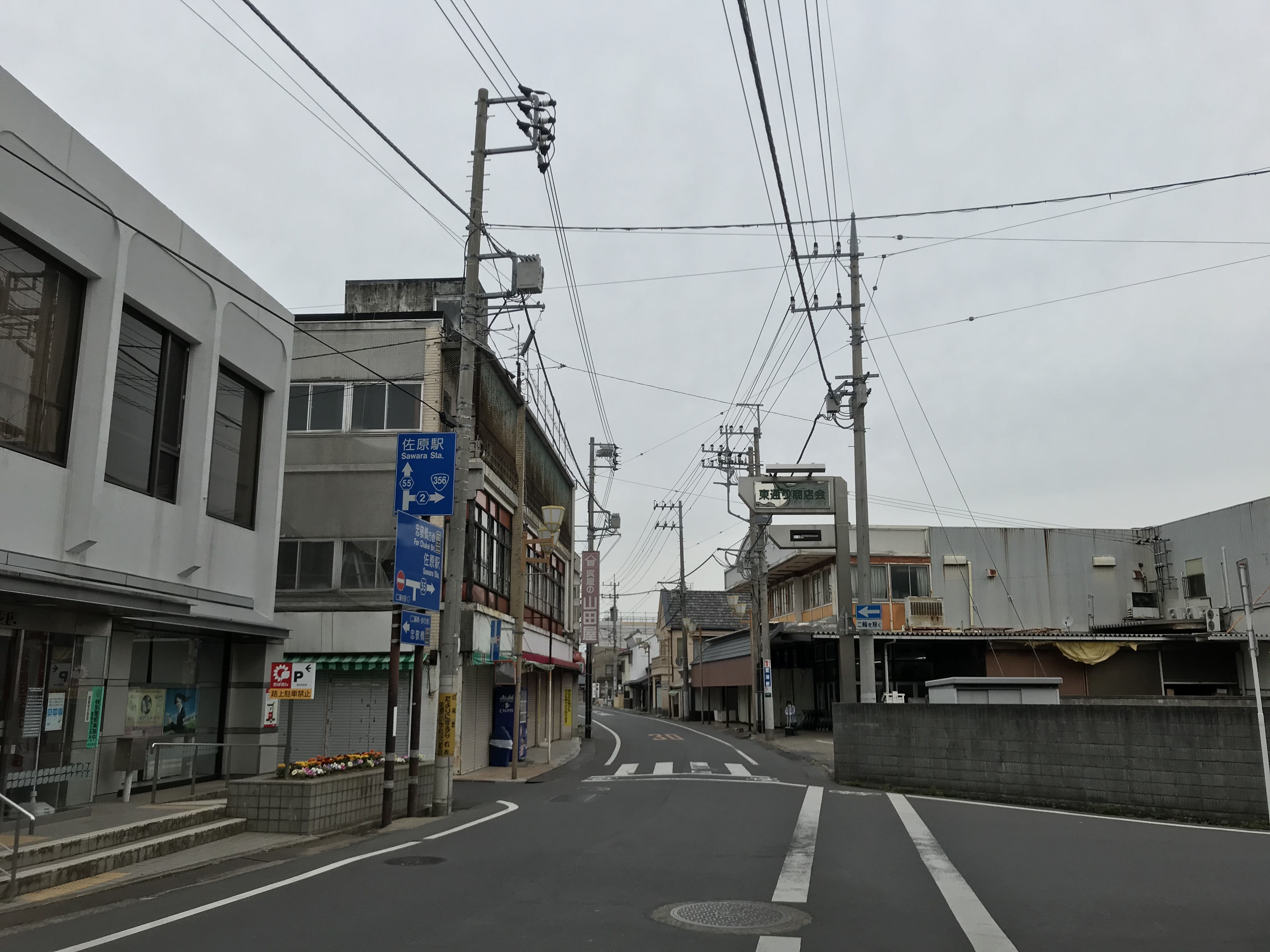
香取市佐原イ・終点（南側から、2020年6月）

茨城県道・千葉県道2号水戸鉾田佐原線（いばらきけんどう・ちばけんどう2ごうみとほこたさわらせん）は、茨城県水戸市から千葉県香取市に至る県道（主要地方道）である。

## 概要
茨城県水戸市から国道51号に並行（一部重複）する形で南下し、鉾田市と行方市を経由して千葉県香取市へ至る長距離主要地方道である。鉾田市中心部付近では、市中心部外郭を一周する環状道路の一部を形成する。
途中、国道51号や国道355号と長距離に渡り重複している区間がある。

## 路線データ
- 起点：茨城県水戸市宮町1丁目22番の57（国道50号終点・国道51号終点〈水戸駅前交差点〉）[1]
- 終点：千葉県香取市佐原（千葉県道55号佐原山田線交点）
- 総延長：69.935 km（茨城県 67.350 km[2]、千葉県 2.585 km[3]）
- 重用延長：24.522 km（茨城県 24.505 km[2]、千葉県 0.017 km）
- 未供用延長：なし（茨城県 0.0 km[2]、千葉県 0.0 km）
- 実延長：45.413 km（茨城県 42.845 km[2]、千葉県 2.568 km[3]）
- 自動車交通不能区間延長[注釈 1]：なし（茨城県 0.0 km[2]、千葉県 0.0 km）
- Googleマップ

## 歴史
1954年（昭和29年）1月に建設省（当時）で主要地方道を指定する告示が出されたのを受け、1954年（昭和29年）9月1日、茨城県では道路法（昭和27年6月10日法律第180号）第7条の規定に基き主要地方道を一次認定した23路線の内の一つで、起点を水戸市、県内の終点を県界稲敷郡本新島村、重要な経過地を鹿島郡諏訪村、鉾田町、行方郡麻生町、香澄村とする路線が県道水戸鉾田佐原線である。1995年（平成7年）に整理番号2となり現在に至る。

### 年表
- 1954年（昭和29年）9月1日：茨城県区間が県道水戸鉾田佐原線（整理番号7）として路線認定[4]。
- 1955年（昭和30年）：千葉県が路線認定（整理番号1）[要出典]。
- 1960年（昭和35年）12月14日：茨城県区間（水戸市柵町2丁目1級国道6号線分岐 - 稲敷郡東村大字西代県界）が供用開始される[5]。
- 1967年（昭和42年）6月29日：行方郡北浦村大字山田字小船津（小船津十字路） - 同字長了（山田交差点）の道路改良バイパス（2.593 km）へ付け替え供用開始[6]。旧道の一部は、県道山田玉造線になる[7]。
- 1969年（昭和44年）5月12日：鹿島郡旭村大字滝浜（0.2 km）、旭村大字子生 - 同村大字樅山（1.5 km）、東茨城郡大洗町成田町 - 旭村大字子生（4.5 km）の道路改良区間（国道51号重複）を指定[8]。
- 1970年（昭和45年）6月25日：行方郡麻生町大字麻生字飯岡 - 同字五竜、同町大字青沼の延べ1.430 km区間を道路改良、供用開始[9]。
- 1971年（昭和46年）11月17日：水戸市内の国道51号、水戸市宮町1丁目（起点・水戸駅前） - 水戸市根積町（現：城南3丁目交差点）の新道開通に合わせ、同区間の国道重複区間に経路を変更[1]。
- 1972年（昭和47年）2月10日
  - 鹿島郡鉾田町大字高田 - 行方郡北浦村大字成田（3.28 km）の道路改良バイパス道路を供用開始[10]。
  - 行方郡麻生町大字青沼字笹塚 - 大字麻生字一丁窪（1.663 km）の道路改良バイパス道路を供用開始[10]。
- 1975年（昭和50年）12月15日：鹿島郡鉾田町大字串挽 - 同町大字高田の狭隘な現道の拡幅改良およびバイパス道路（2.116 km）を供用開始[11]。
- 1977年（昭和52年）4月20日：利根川に架け替えられた水郷大橋（2代目）を水戸鉾田佐原線の道路区域に指定[12]。
- 1981年（昭和56年）5月6日：東茨城郡大洗町磯浜町内の街路夏海大洗線（5.832 km）を道路区域に編入し、一部区間（大洗駅入口交差点 - めんたいパーク大洗前：約1.5 km）を供用開始[13][注釈 2]。
- 1982年（昭和57年）7月19日：東茨城郡大洗町磯浜町（めんたいパーク大洗前 - 文化センター前）のバイパス道路の一部供用開始[14]。
- 1984年（昭和59年）11月29日：鹿島郡鉾田町大字塔ケ崎（塔ケ崎交差点） - 同町大字串挽（串挽交差点）の鉾田環状道路の一部（1.521 km）を供用開始[15]。
- 1985年（昭和60年）
  - 3月14日：東茨城郡大洗町大貫町（大洗海浜公園前 - 国道51号・夏海I.C入口交差点）にバイパス（1.098 km）を新設する道路区域決定[16]。
  - 3月15日：東茨城郡大洗町大貫町（マリンタワー南交差点 - 大洗海浜公園前）にバイパス（0.3 km）が開通[17]。
- 1990年（平成2年）4月9日：バイパス完成を受けて、東茨城郡大洗町大字磯浜（大洗駅入口交差点） - 大字大貫（夏海I.C入口交差点）の旧道（2.796 km）が指定解除され町道に降格する[18]。
- 1993年（平成5年）5月11日：建設省から、県道水戸鉾田佐原線が水戸鉾田佐原線として主要地方道に再指定される[19]。
- 1994年（平成6年）
  - 4月13日：鹿島郡鉾田町大字鉾田（中根交差点） - 大字塔ケ崎（塔ケ崎交差点）の鉾田環状道路の一部が開通[20]。
  - 千葉県が整理番号を1から2へ変更[要出典]。
- 1995年（平成7年）3月30日：茨城県区間の整理番号が、整理番号9から現在の番号（整理番号2）に変更される[21]。
- 2000年（平成12年）4月1日：水戸市塩崎町 - 東茨城郡大洗町大字磯浜の区間を、通行する車両の最大重量限度25トンの道路に指定[22]。
- 2001年（平成13年）3月1日：茨城県鹿島郡旭村大字滝浜 - 行方郡麻生町大字麻生の区間を、通行する車両の最大重量限度25トンの道路に指定[23]。
- 2002年（平成14年）4月18日：行方郡北浦町大字内宿字小舟津 - 大字山田にバイパスを新設する道路区域（1.20 km）が決定する[24]。
- 2004年（平成16年）3月22日：水戸市塩崎町 - 東茨城郡大洗町磯浜町の区間を、通行する車両の高さの最高限度4.1 mの道路に指定[25]。
- 2007年（平成19年）4月1日：東茨城郡大洗町大貫 - 同町磯浜町間を通行する車両の高さの最高限度4.1 mの道路に指定[26]。
- 2008年（平成20年）4月1日：鉾田市滝浜 - 行方市麻生の区間を、通行する車両の高さの最高限度4.1 mの道路に指定[27]。
- 2019年（令和元年）7月31日：水戸市平戸町（国道51号分岐） - 東茨城郡大洗町大貫町（大洗サンビーチ入口交差点）、鉾田市滝浜（樅山交差点） - 鉾田市塔ケ崎（塔ケ崎坂上交差点）間を、国際コンテナ車[注釈 3]の重量・長さ上限を引き上げる道路に指定[28]。
- 2021年（令和3年）7月29日：東茨城郡大洗町港中央（上り線）、大洗町磯浜町 - 同町大貫町（下り線）を、電線共同溝を設置すべき道路に指定[29]。

## 路線状況
道路法の規定に基づき、水戸市塩崎町（国道51号分岐） - 東茨城郡大洗町大貫町（大洗サンビーチ入口交差点）間と、鉾田市滝浜（国道51号分岐） - 行方市麻生（麻生交差点）間および、鉾田市鉾田（中根交差点） - 同（主要地方道小川鉾田線交差）間は、緊急輸送道路として機能を維持するため、災害発生時の被害拡大防止を目的に道路用地内に電柱を建てることが制限されている。
鉾田市鉾田地内の水田地帯を通る現道の「三の橋」（昭和39年、橋長6.0 m）は、道路管理者の点検結果、橋台に著しいひび割れが発見されたことにより交通安全確保ができないとして、2015年（平成27年）8月13日より全面通行止めとなり、復旧予定のめどは立っていなかったが、同年11月4日より迂回路となる仮設橋による仮復旧にて中型車・大型車交通規制とした交互交通可能となっており、平成28年7月より本橋架替え工事のため、全面通行止めとしていたが平成29年3月15日より供用開始され、これまでの通行規制はすべて解除された。

### 重複区間
- 国道51号・国道124号・国道245号・茨城県道6号水戸那珂湊線（水戸駅前・起点 - 水戸市塩崎町）
- 国道51号・国道124号（水戸市塩崎町 - 鉾田市滝浜）
- 茨城県道8号小川鉾田線（鉾田市鉾田 地内）
- 国道355号（行方市麻生 - 潮来市永山）
- 国道51号（潮来市永山 - 稲敷市境島、稲敷市西代 - 香取市佐原ホ）

### 道路施設

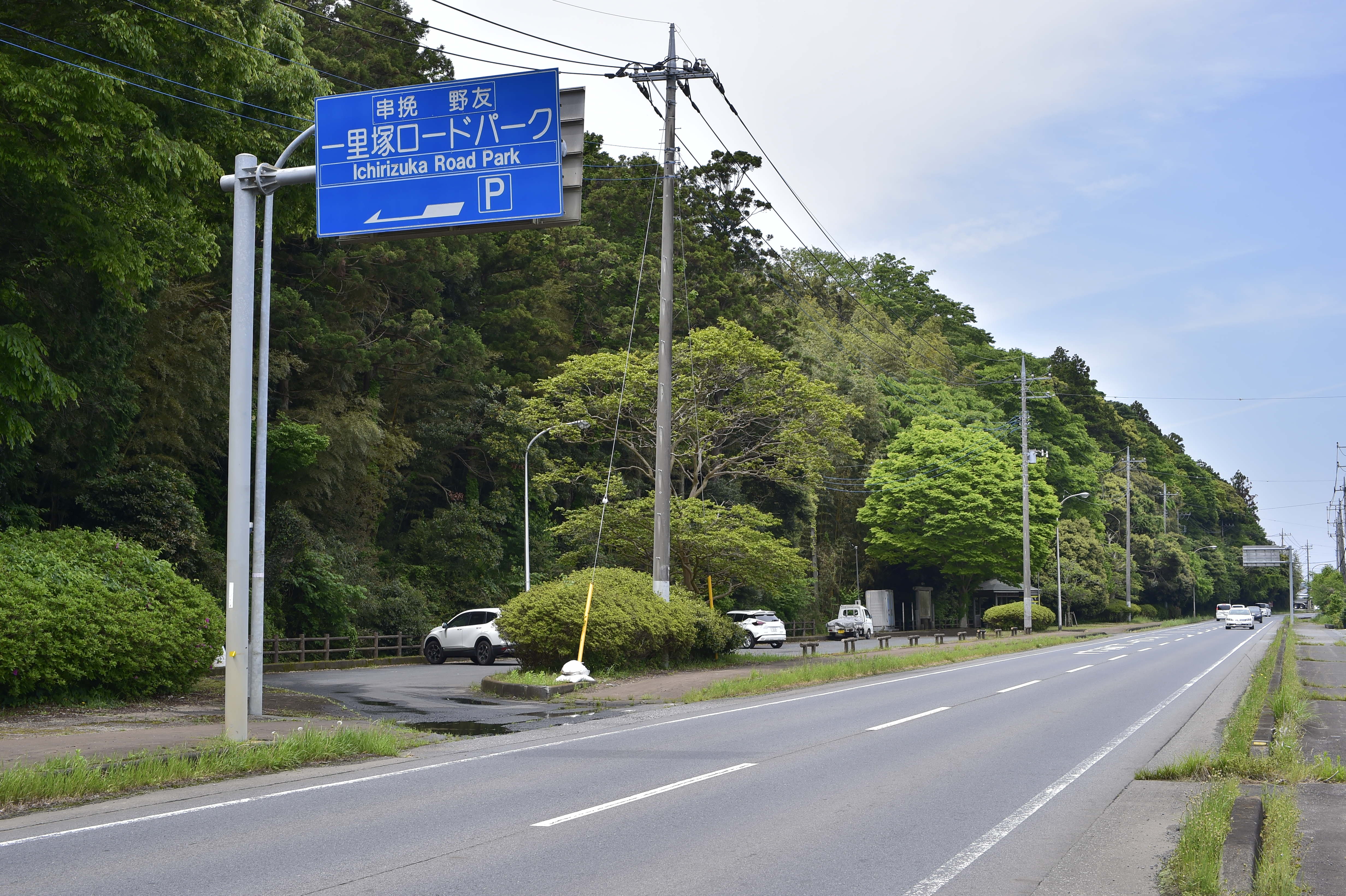
串挽野友一里塚ロードパーク

- 涸沼橋（涸沼川、水戸市 - 大洗町境・1942年（昭和17年3月）竣功）
- 高野跨線橋（鹿島臨海鉄道大洗鹿島線、鉾田市安房）
- 飯名橋（鉾田川、鉾田市安房　-　飯名）※鉾田環状道路
- 塔ケ崎跨線橋（旧鹿島鉄道線、鉾田市塔ケ崎）
- 新巴川橋（巴川、鉾田市野友）※鉾田環状道路
- 串挽野友一里塚ロードパーク（鉾田市串挽）
- 旭橋（鉾田川、鉾田市鉾田）
- 北浦橋（巴川、鉾田市串挽）

## 地理

### 通過する自治体
- 茨城県
  - 水戸市
  - 東茨城郡大洗町
  - 鉾田市
  - 行方市
  - 潮来市
  - 稲敷市
- 千葉県
  - 香取市

### 交差する道路
| 交差する道路                                            | 交差点名           | 所在地 | 所在地         | 所在地      |
| ------------------------------------------------------- | ------------------ | ------ | -------------- | ----------- |
| 国道50号・茨城県道50号水戸神栖線                        | 水戸駅前（起点）   | 茨城県 | 水戸市         | 三の丸1丁目 |
| 茨城県道232号市毛水戸線                                 | 三の丸1丁目        | 茨城県 | 水戸市         | 三の丸2丁目 |
| 茨城県道180号長岡水戸線                                 | 柳町一丁目         | 茨城県 | 水戸市         | 柳町1丁目   |
| 茨城県道179号中石崎水戸線                               | 東台一丁目         | 茨城県 | 水戸市         | 東台1丁目   |
| 茨城県道174号小泉水戸線 茨城県道253号水戸枝川線         | 東桜川             | 茨城県 | 水戸市         | 東桜川      |
| 国道6号                                                 | 渋井町             | 茨城県 | 水戸市         | 渋井町      |
| E50 東水戸道路                                          | 水戸大洗IC         | 茨城県 | 水戸市         | 大串町      |
| 国道245号・茨城県道40号内原塩崎線                       | 塩崎               | 茨城県 | 水戸市         | 塩崎町      |
| 国道51号                                                | （単独区間起点）   | 茨城県 | 水戸市         | 塩崎町      |
| 茨城県道108号那珂湊大洗線                               | 東光台前           | 茨城県 | 東茨城郡大洗町 | 東光台      |
| 茨城県道173号大洗公園線                                 | 大洗鳥居下         | 茨城県 | 東茨城郡大洗町 | 磯浜町      |
| 茨城県道106号長岡大洗線                                 | マリンタワー南     | 茨城県 | 東茨城郡大洗町 | 港中央      |
| 国道51号・茨城県道16号大洗友部線                        | 大洗サンビーチ入口 | 茨城県 | 東茨城郡大洗町 | 大貫町      |
| 茨城県道115号子生茨城線                                 | 旭総合支所入口     | 茨城県 | 鉾田市         | 荒地        |
| 国道51号                                                | 樅山               | 茨城県 | 鉾田市         | 滝浜        |
| 茨城県道114号下太田鉾田線                               | 鉾田土木前         | 茨城県 | 鉾田市         | 安房        |
| 茨城県道18号茨城鹿島線                                  | 桜本               | 茨城県 | 鉾田市         | 鉾田        |
| 茨城県道110号鉾田茨城線                                 | 飯名               | 茨城県 | 鉾田市         | 飯名        |
| 茨城県道18号茨城鹿島線                                  | 塔ヶ崎坂上         | 茨城県 | 鉾田市         | 塔ヶ崎      |
| 茨城県道8号小川鉾田線                                   | 塔ヶ崎             | 茨城県 | 鉾田市         | 塔ヶ崎      |
| 茨城県道184号島並鉾田線                                 | 串挽               | 茨城県 | 鉾田市         | 串挽        |
| 国道354号                                               | 小舟津十字路       | 茨城県 | 行方市         | 山田        |
| 茨城県道183号山田玉造線                                 | 山田               | 茨城県 | 行方市         | 山田        |
| 茨城県道185号繁昌潮来線                                 | 繁昌               | 茨城県 | 行方市         | 繁昌        |
| 茨城県道50号水戸神栖線                                  | 一丁窪北           | 茨城県 | 行方市         | 麻生        |
| 茨城県道186号荒井行方線                                 |                    | 茨城県 | 行方市         | 麻生        |
| 国道355号                                               | 麻生               | 茨城県 | 行方市         | 麻生        |
| 国道51号・茨城県道5号竜ヶ崎潮来線                       | 永山               | 茨城県 | 潮来市         | 永山        |
| 国道51号                                                | 境島               | 茨城県 | 稲敷市         | 境島        |
| 国道51号・茨城県道101号潮来佐原線・茨城県道11号取手東線 | 水郷大橋北         | 茨城県 | 稲敷市         | 西代        |
| 国道51号                                                | 水郷大橋南         | 千葉県 | 香取市         | 佐原        |
| 国道356号                                               | 佐原消防署脇       | 千葉県 | 香取市         | 佐原        |
| 千葉県道55号佐原山田線                                  | （終点）           | 千葉県 | 香取市         | 佐原        |

### 沿線
- 護国寺（大洗町磯浜町）
- 大洗磯前神社（大洗町磯浜町）
- 大洗マリンタワー（大洗町港中央）
- 大洗港フェリーターミナル（大洗町港中央）
- 大洗シーサイドステーション（大洗町港中央）
- 大洗サンビーチ（大洗町大貫町）
- 鹿行広域事務組合消防本部（鉾田市安房）
- 茨城県鉾田工事事務所（鉾田市安房）
- 鉾田合同庁舎（鉾田市鉾田）
- 鉾田市役所（鉾田市鉾田）
- 行方消防署麻生出張所（行方市麻生）
- 行方警察署（行方市麻生）
- 茨城県立麻生高等学校（行方市麻生）
- 行方市役所麻生庁舎（行方市麻生）
- 香取市役所（香取市佐原ロ）
- 香取市立佐原中学校（香取市佐原ロ）
- 佐原消防署（佐原市佐原ロ）